# Pozicijsko kloniranje
Pozicijsko kloniranje (eng. positional cloning) je proces identifikacije gena koji uzrokuje ciljani fenotip/bolest koji se temelji na položaju gena na genomu. Taj proces uključuje izradu genskih karata, analize povezanosti te korištenje bioinformatičkih alata. Kod ovog pristupa nije nužno poznavanje biokemijske osnove bolesti, kao ni poznavanje produkta gena.

## Postupak
U procesu pozicijskog kloniranja postoji detaljno razrađena strategija. Ukratko, prvi je korak detekcija odnosno kartiranje QTL-a (eng. quantitative trait locus – područje kvalitativnog obilježja) nakon izrade rekombinantne genske karte. Genska karta dobije se na temelju rezultata genotipiziranja i fenotipiziranja F2 životinja nastalih križanjem normalnih (zdravih) i onih s ekstremnim, željenim fenotipom (npr. hipertenzijom). Životinje se fenotipiziraju i genotipiziraju velikim brojem polimorfnih genskih biljega na jednakim udaljenostima u cijelom genomu. Taj se postupak naziva skeniranje genoma. Prednost takvog pristupa je u tome što se pretražuje cijeli genom te se smanjuje mogućnost preskakanja nekog dijela genoma koji može nositi važan gen.
Detekcija QTL-a sastoji se u upisivanju fenotipa na rekombinantnu gensku kartu, što je prvi korak u procesu otkrivanja gena. Mjerna jedinica za rekombinantne genske karte je 1 cM (centiMorgan), a odgovara jednoj rekombinaciji na 1000 promatranih mejoza. 1cM veličinom odgovara otprilike 2 Mbp (106 nukleotida) u štakorskom, odnosno 1Mbp u humanom genomu, zbog različite učestalosti rekombinacija. Izračunana ukupna veličina štakorskog genoma malo varira, ovisno o soju štakora te se kreće oko 3,0 x 109 nukleotida ili 1800 cM. Veličina humane genske karte je oko 3,2 x 109 nukleotida ili oko 3000 cM (83). 
Kako bi rezultati upisivanja QTL-a bili što točniji i precizniji, nužno je dobiti rekombinantnu gensku kartu sa što gušće postavljenim biljezima. To se postiže genotipiziranjem velike populacije F2 (N~300) genskim biljezima raspoređenim na svakih 5 do 10 cM (84). Kad se područje QTL-a dovoljno suzi (obično na 10-ak cM) i potvrdi ponovljenim analizama povezanosti, slijedi kreiranje konsomičnih ili kongeničnih životinja. 
Kongenične i konsomične životinje su novi sojevi genetički modificiranih životinja dobivenih posebnom strategijom križanja. Rekombinantne životinje (generacija F1) dobivene križanjem dvaju čistih sojeva (najčešće „bolesni“ i „zdravi“) ponovno se križaju s roditeljem (obično muški potomci s majkom  –  eng. backcross) u svrhu dobivanja soja koji ima ciljani dio genoma jedne vrste na genomu druge, odnosno umetnut „bolesni“ segment na „zdravom“ genomu ili obrnuto (85-87). Kod kongenične životinje, obično odabrani segment sadržava QTL (88), dok je kod konsomičnih životinja odabrani segment cijeli kromosom (89). Ako odabrani dio genoma sadržava gen(e) odgovoran za ciljani fenotip, kongenični ili konsomični štakori trebali bi imati željeni fenotip. 
U idealnim uvjetima trebalo bi kreirati kongenične ili konsomične životinje na dva načina: „bolesni“ QTL na zdravoj genskoj pozadini te „zdravi“ QTL na bolesnoj pozadini. U ovom potonjem slučaju, zdravi QTL trebao bi „izliječiti“ ciljani fenotip. Sljedeći je korak sužavanje intervala QTL-a, tj. stvaranje preklapajućih supkongeničnih štakora u svrhu identifikacije najmanjeg dijela genoma koji uzrokuje željeni fenotip. Obično je to oko 1cM, no u nedavnim pokusima Garrett i Rapp (90) uspjeli su smanjiti kongeničnu regiju na samo 200 kb. Posljednji je korak analiza genomske sekvencije kongeničnog područja uz pomoć genomskih pretraživača. Nastoji se otkriti nekoliko gena kandidata kojima se određuje struktura i sekvencija, razina izražaja te se nastoje pronaći moguće interakcije s drugim genima unutar genoma. 
Na kraju procesa pozicijskog kloniranja formira se transgenični štakor ili miš koji mora pokazati biološku aktivnost željenoga gena. Taj se proces naziva fenotipsko oslobađanje (engl. phenotype rescue). 

## Metode za otkrivanje gena u humanoj genetici
Najbolji način za analiziranje pojedinih gena jest njihovo sekvencioniranje, tj. određivanje redoslijeda nukleotida kod zahvaćenih i kontrolnih pojedinaca, ali je primjena takve metodologije ograničena zbog velikih troškova, nepoznatog broja uključenih gena, njihove strukture te lokalizacije na genomu. Zbog toga se današnji istraživači koriste drugim, opće prihvaćenim metodama u detekciji uzročnih gena. To su parametarska analiza povezanosti, metoda preklapajućih alela i asocijacijske analize.
Kod potrage za genima uzročnicima poligenskih bolesti, osim gena i njihove interakcije s izvanjskim čimbenicima, treba imati na umu i druga stanja koja mogu utjecati na izražaj fenotipa. To su:
1. Nepotpuna penetracija fenotipa – bolesnik unatoč tomu što ima uzročnu mutaciju neće razviti fenotip odnosno bolest zbog nepoznatih razloga (osobito učestalo kod složenih bolesti).
2. Fenokopije – izražaj sličnih fenotipova od kojih neki uopće nisu genski uzrokovani (npr. pretilost uzrokovana pretjeranim jelom i neaktivnošću kod jedinke koja nije genski predisponirana).
3. Lokusna heterogeničnost – pojava kada dva ili više različitih lokusa na genomu mogu neovisno jedan o drugome uzrokovati istu bolest. To je čest slučaj u monogenskih bolesti (npr. tuberoznu sklerozu mogu uzrokovati dva različita lokusa, jedan na kromosomu 9, a drugi na kromosomu 16).
4. Epistaza – specifična interakcija genotipa na dva ili više mjesta koja međusobno nisu povezana, a koja onda dovodi do pojave fenotipa. Epistaza uvelike otežava otkrivanje gena s pomoću tradicionalnih analiza povezanosti.
5. Pleotropija – pojava kada jedno te isto područje genoma može uzrokovati dva različita fenotipa (npr. lokus NIDDM može predisponirati razvoj dijabetesa, ali i pretilosti). Posljedično, ako želimo otkriti pleotropni lokus moramo istodobno analizirati više fenotipa.
6. Mitohondrijski DNK – DNK smješten unutar mitohondrija nasljeđuje se neovisno o genskom materijalu unutar stanične jezgre, a prenosi se isključivo s majke na potomstvo. Proteini kodirani mitohondrijskim DNK-om uglavnom sudjeluju u oksidativnim procesima, dok su njihove mutacije povezane s nekim vrstama mišićnih distrofija te s pojedinim metaboličkim poremećajima (NIDDM).
7. Utisnuće (engl. imprinting) – oblik nasljeđivanja gena kod kojeg je u potomstvu aktivna kopija gena naslijeđena samo od jednog roditelja (bilo oca, bilo majke), dok je kopija gena naslijeđena od drugog roditelja inaktivna (engl. imprinted). Do danas je opisano 80-ak gena u ljudi koji se nasljeđuju na taj način. Najpoznatiji primjer je gen za čimbenik rasta nalik na inzulin 2 (IGF-2 ). Aktivna je samo kopija gena naslijeđena od oca, dok je ona od majke inaktivna. U slučaju da je u stanici izražena i majčina kopija gena, stanica može maligno alterirati (što je opisano u Wilmsovu tumoru).